# Wiktor Nikandrowitsch Palmow

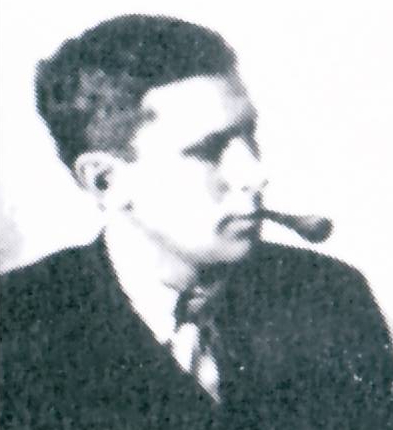
Wiktor Nikandrowitsch Palmow im Jahr 1922

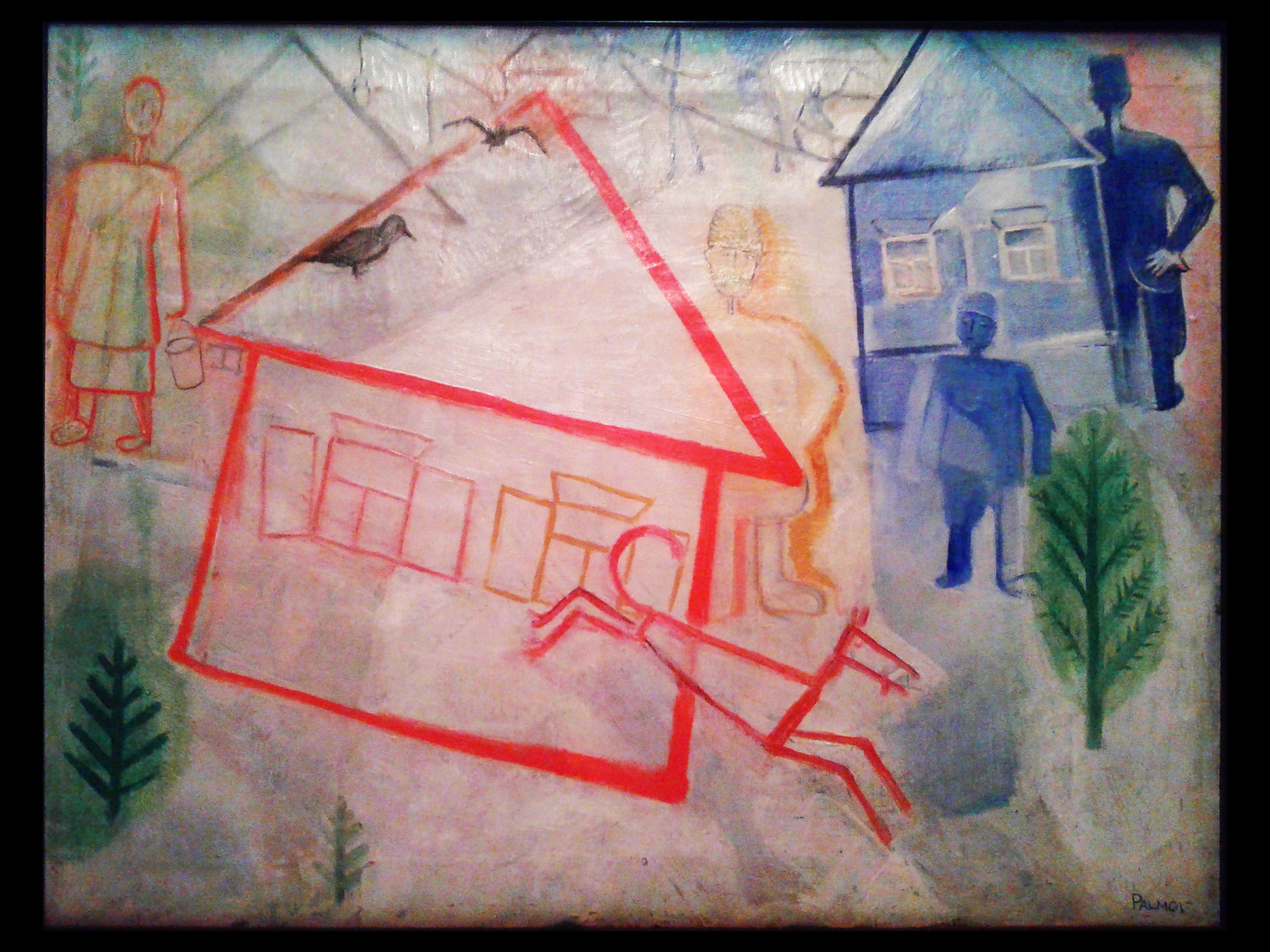
Ukrainisches Dorf im Winter, Selenyj Klyn, 1919–1920

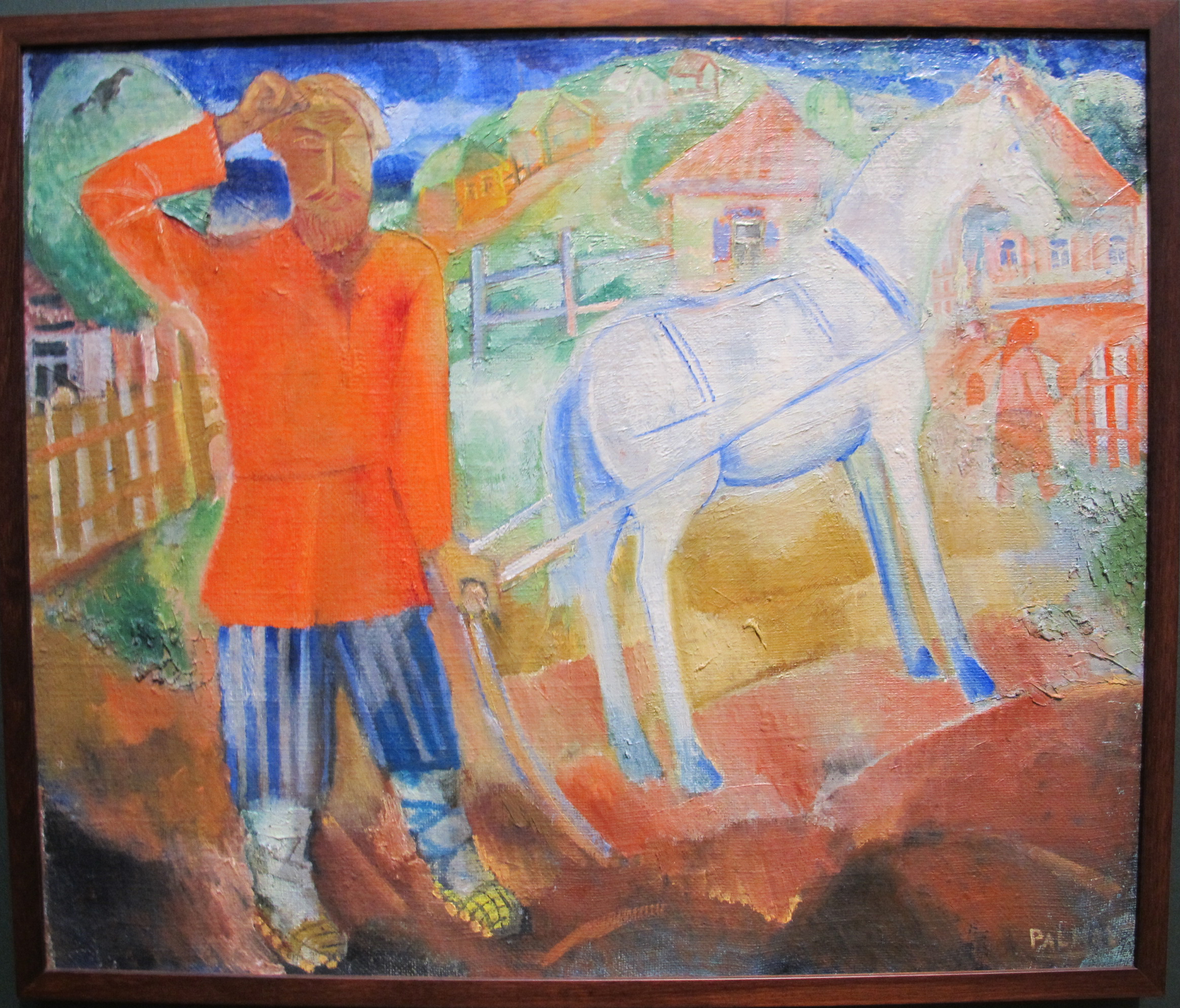
„Der Besitzer“ 1925. Staatliche Tretjakow-Galerie, Moskau

Wiktor Nikandrowitsch Palmow (ukrainisch Віктор Никандрович Пальмов, russisch Виктор Никандрович Пальмов; * 28. Septemberjul. / 10. Oktober 1888greg. in Samara; † 7. Juli 1929 in Kiew) war ein ukrainisch-russischer Maler der UdSSR und Avantgarde-Künstler des Futurismus.

## Leben
Wiktor Palmow wurde in Samara, im damaligen Gouvernement Samara im Russischen Kaiserreich, geboren. Seine künstlerische Begabung wurde bereits in seiner Kindheit erkannt. Von 1911 bis 1914 studierte er an der Moskauer Hochschule für Malerei, Bildhauerei und Architektur, danach musste er als Soldat der Zaristischen Armee am Ersten Weltkrieg bis 1917 teilnehmen. Nach dem Krieg reiste er von 1920 bis 1921 mit dem russischen Avantgardisten Dawid Burljuk nach Japan. Nach seiner Rückkehr nach Moskau engagierte er sich in der avantgardistisch-futuristischen Kunstszene in Moskau. Mitte der 1920er-Jahre zog er nach Kiew und trat im Jahr 1925 zusammen mit Dawid Burljuk, Wadim Meller, Wassili Jermilow, Alexander Bogomazow und Alexander Chwostenko-Chwostow in die Vereinigung der revolutionären Künstler der Ukraine ein. 1927 war er ein Gründungsmitglied des Ukrainischen Künstlerverbandes. Von 1925 bis 1929 war er Professor an der Kiewer Kunstakademie, der heutigen Nationalen Akademie der Bildenden Künste und Architektur. Der Vertreter der ukrainischen Avantgarde entwickelte seine eigene Theorie der „Farbe“ und war Autor mehrerer Artikel über die Theorie der neuen Malerei, die in der Zeitschrift Nova heneracija veröffentlicht wurden. Wiktor Palmow starb 40-jährig in Kiew und wurde auf dem Lukjaniwska-Friedhof bestattet.